# 普龙斯托夫
普龙斯托夫是德国石勒苏益格－荷尔斯泰因州的一个市镇。总面积36.31平方公里，总人口1698人，其中男性813人，女性885人（2011年12月31日），人口密度47人/平方公里。